# Kanton Amfreville-la-Campagne
Kanton Amfreville-la-Campagne (fr. Canton de Amfreville-la-Campagne) je francouzský kanton v departementu Eure v regionu Horní Normandie. Skládá se z 24 obcí.

## Obce kantonu
- Amfreville-la-Campagne
- Le Bec-Thomas
- Fouqueville
- Le Gros-Theil
- La Harengère
- La Haye-du-Theil
- Houlbec-près-le-Gros-Theil
- Mandeville
- La Pyle
- Saint-Amand-des-Hautes-Terres
- Saint-Cyr-la-Campagne
- Saint-Didier-des-Bois
- Saint-Germain-de-Pasquier
- Saint-Meslin-du-Bosc
- Saint-Nicolas-du-Bosc
- Saint-Ouen-de-Pontcheuil
- Saint-Pierre-des-Fleurs
- Saint-Pierre-du-Bosguérard
- Saussaye
- Le Thuit-Anger
- Le Thuit-Signol
- Le Thuit-Simer
- Tourville-la-Campagne
- Vraiville